# Dansk Otolaryngologisk Selskab
Dansk Otolaryngologisk Selskab (DOS) er et tidligere navn for en forening af danske øre-næse-halslæger, nu kaldet Dansk Selskab for Otolaryngologi - Hoved & Halskirurgi, (DSOHH). Navnet blev anvendt fra 1908 – 1991. 